# Jhonas Enroth
Jhonas Enroth (ur. 23 sierpnia 1988 w Södertälje) – szwedzki hokeista, reprezentant Szwecji, dwukrotny olimpijczyk.
Jego bracia Tommy (ur. 1987) i Mattias (ur. 1991) także zostali hokeistami.

## Kariera klubowa
- Huddinge IK J16 (2002-2003)
- Stockholm 1 (2003, 2004)
- Huddinge IK J18 (2003-2004)
- Huddinge IK J20 (2004-2005)
- Södertälje J18 (2005)
- Södertälje J20 (2005-2007)
- Södertälje (2005-2008)
- Portland Pirates (2008-2011)
- Buffalo Sabres (2009, 2010-2015)
  -  Huddinge (2012)
  -  Almtuna IS (2012-2003)
- Dallas Stars (2015)
- Los Angeles Kings (2015-2016)
- Toronto Maple Leafs (2016-2017)
  -  Toronto Marlies (2016-2017)
- San Diego Gulls (2017)
- Dynama Mińsk (2017-2019)
- Örebro HK (2019)
- Dynama Mińsk (2019)
- EC KAC (2020)
- Örebro HK (2020-)

Wychowanek klubu Huddinge IK. W drafcie NHL z 2006 wybrany przez amerykański klub Buffalo Sabres (runda 2, numer 46). Wpierw od 2008 występował w klubie farmerskim Portland Pirates. W Buffalo zadebiutował 7 listopada 2009, wystąpił w jednym meczu, a następnie występuje od listopada 2010. Od tego czasu wielokrotnie przekazywany do Portland Pirates. Ponadto w KHL Junior Draft w 2009 wybrany przez Atłant Mytiszczi (runda 3, numer 66). Na okres lokautu w sezonie NHL (2012/2013) od października do listopada 2012 związał się z macierzystym Huddinge IK, a od listopada do stycznia 2013 z Almtuna IS. W czerwcu 2013 przedłużył kontrakt z Sabres o dwa lata. Od lutego 2015 zawodnik Dallas Stars (w toku wymiany za jego rodaka Andersa Lindbäcka, także bramkarza). W maju 2015 prawa zawodnicze w ramach KHL nabył klub SKA Sankt Petersburg od Atłanta Mytiszczi. Od lipca 2015 zawodnik Los Angeles Kings. Od sierpnia 2016 zawodnik Toronto Maple Leafs. Od stycznia 2017 zawodnik Anaheim Ducks. Od lipca 2017 zawodnik Dynama Mińsk w KHL. W lutym 2019 przeszedł do Örebro HK. Od lipca 2019 do grudnia 2019 ponownie był bramkarzem Dynama Mińsk. W lutym 2020 przeszedł do austriackiego EC KAC. Od maja 2020 ponownie w klubie Örebro HK.

## Kariera reprezentacyjna
Uczestniczył w turniejach mistrzostw świata 2012, 2013, 2015, 2019, zimowych igrzysk olimpijskich 2014, 2018, Pucharu Świata 2016. Na MŚ 2013 zdobył z reprezentacją złoty medal, a indywidualnie zajął pierwsze miejsca w klasyfikacjach statystyk bramkarzy i został uznany najlepszym golkiperem turnieju.

## Sukcesy

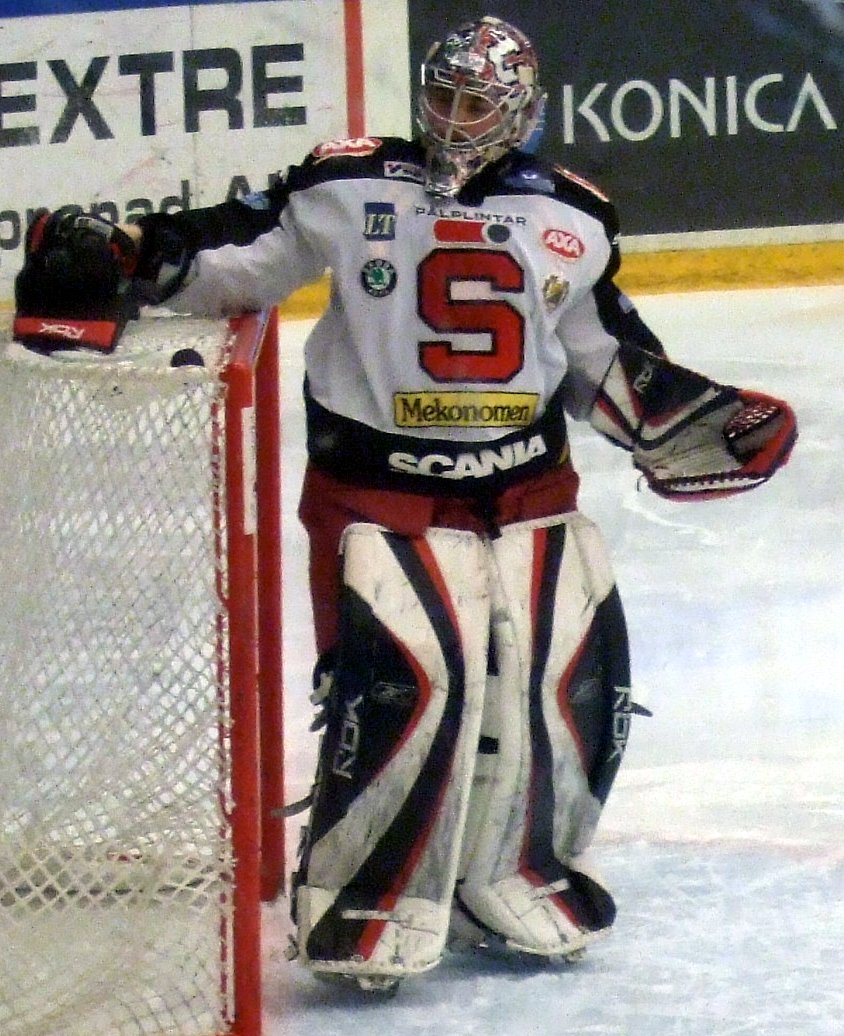
Jhonas Enroth w barwach Södertälje (2008)

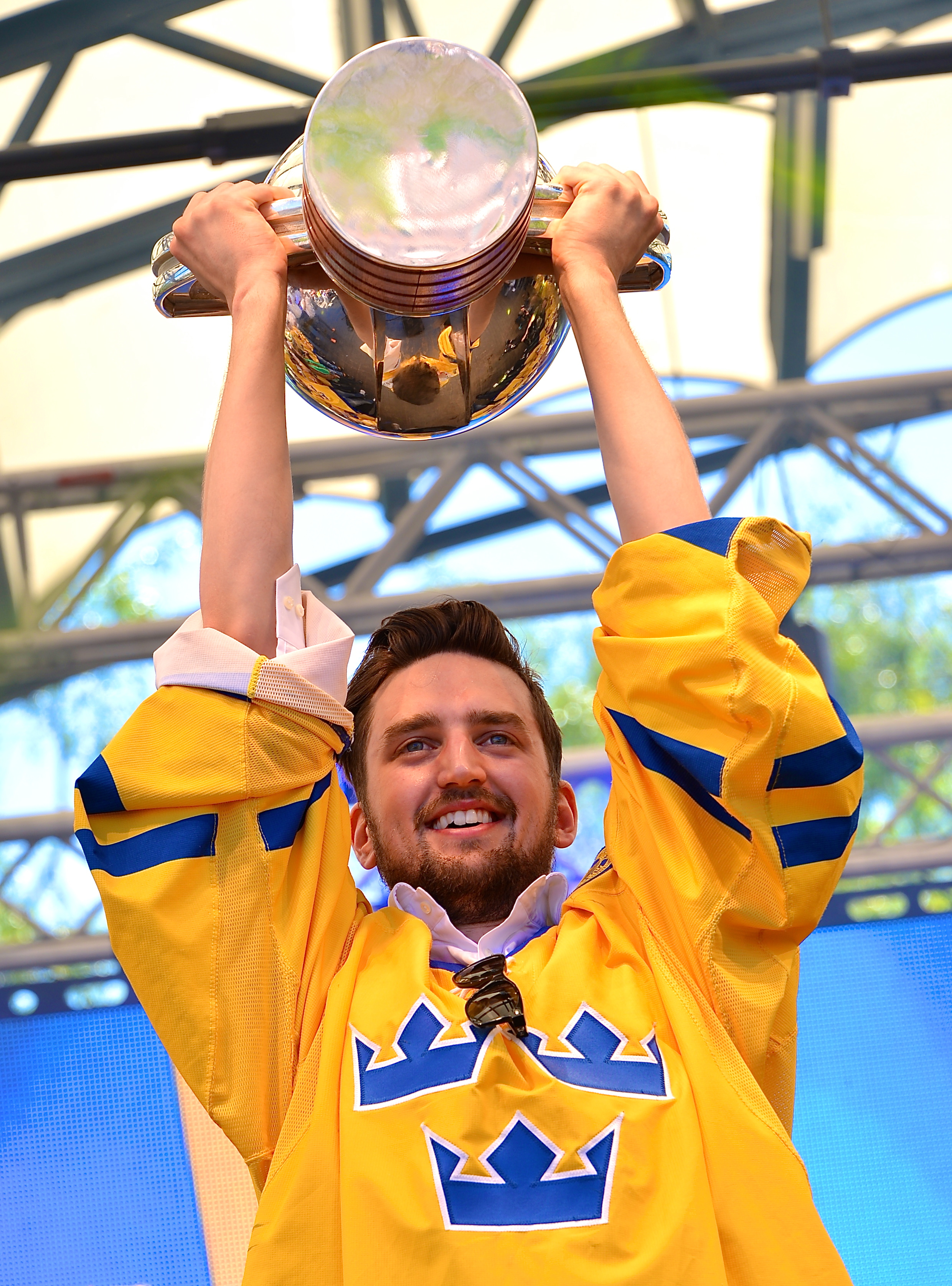
Jhonas Enroth z trofeum mistrzostwa świata w 2013

Reprezentacyjne
- Brązowy medal mistrzostw świata juniorów do lat 18: 2005
- Srebrny medal mistrzostw świata juniorów do lat 20: 2008
- Złoty medal mistrzostw świata: 2013
- Srebrny medal zimowych igrzysk olimpijskich: 2014

Klubowe
- Awans do Elitserien: 2007 z Södertälje
- Mistrzostwo konferencji AHL: 2011 z Portland Pirates
- Emile Francis Trophy: 2011 z Portland Pirates

Indywidualne
- Allsvenskan (2006/2007):
  - Pierwsze miejsce w klasyfikacji skuteczności interwencji
- Elitserien (2007/2008):
  - Pierwsze miejsce w klasyfikacji skuteczności interwencji
  - Pierwsze miejsce w klasyfikacji średniej goli straconych na mecz
- Mistrzostwa świata juniorów do lat 20 w 2008:
  - Jeden trzech najlepszych zawodników reprezentacji
- NHL (2011/2012):
  - NHL All-Rookie Team
- Mistrzostwa Świata w Hokeju na Lodzie 2013/Elita:
  - Pierwsze miejsce w klasyfikacji skuteczności interwencji: 95,63%
  - Pierwsze miejsce w klasyfikacji średniej goli straconych na mecz: 1,15
  - Pierwsze miejsce w klasyfikacji liczby meczów bez straty gola: 3
  - Trzecie miejsce w klasyfikacji liczby obronionych strzałów: 175
  - Jeden trzech najlepszych zawodników reprezentacji[19]
  - Najlepszy bramkarz turnieju[20]
  - Skład gwiazd turnieju[21]